# Psychophysiologie
La psychophysiologie est la science des rapports entre l'activité psychique et l'activité physiologique. Le mot psychophysiologie est un néologisme forgé sur le terme psychologie, comme étude des comportements et de la pensée, et physiologie, comme étude des lois du fonctionnement des organismes. La psychophysiologie se situe à l’interface de ces deux disciplines comme science des mécanismes et des lois physiologiques des comportements et de la pensée chez l’animal, dont l’homme. Les psychophysiologistes admettent d’ailleurs aisément que n’existent entre psychologie et physiologie que des différences de degrés et non de nature. Centrée sur l’explication objective, la psychophysiologie fait aujourd'hui partie de la constellation des sciences cognitives.

## Historique
Née au XIXe siècle, la psychophysiologie s’est structurée sur la mesure mécanique des comportements : on a étudié les rapports entre les émotions, la concentration ou la vigilance et la tension artérielle, le rythme respiratoire ou cardiaque, la stature et l’équilibre. Mais c’est le développement de l’électronique qui ont fourni les véritables moyens d’une exploration performante et rapide utilisant l’électricité biologique. La cybernétique d’après-guerre a simultanément fourni le cadre théorique et la discipline s’est développée autour de l’électrophysiologie. La naissance de l’électro-encéphalographie dans les années 1930, puis dans les années 1960 son utilisation dans l’étude des potentiels évoqués, ont fourni des indices mesurables de la programmation endogène des comportements ; on est littéralement entré dans la boîte noire, en balayant le béhaviorisme pour un cognitivisme objectif. Les possibilités de numérisation et le développement des analyses métaboliques ont permis l’émergence, vingt ans plus tard, de l’imagerie cérébrale. Elle s’applique non seulement à des aspects de localisations, mais aujourd’hui à une représentation psychophysiologique de phénomènes non morphologiques : imagerie fonctionnelle neurocognitive, représentations de relations, activités en réseaux. L’élargissement et la diffusion des moyens de calcul offrent par ailleurs des possibilités nouvelles, dans le cadre de la biostatistique, de la bio-informatique, de l’imagerie multimodalitaire, et de la modélisation biodynamique.
Les objets d’étude ont d’abord été la conscience, la perception, les émotions et l’action. Puis, la psychophysiologie s'est intéressée aux états de vigilance, à l’action pharmacologique, aux données de caractéristique individuelle et de personnalité biologique. Les problématiques dominantes actuelles sont celles des étapes de la cognition et de la mise en réseau des processus cognitifs.
La psychophysiologie se différencie d’une psychologie physiologique à partir du statut des variables étudiées. Les variables dépendantes correspondent à ce qui est mesuré des conséquences d’une expérience, les variables indépendantes à l’aspect des choses manipulées. En psychophysiologie, les variables physiologiques sont dépendantes (eg. : rythme cardiaque, activité électrique du cerveau…) et les variables indépendantes sont psychologiques (eg. : résolution de problèmes, stress…). C’est le contraire en psychologie physiologique où les variables dépendantes sont d’ordre comportemental ou mental (eg. : performance, apprentissage, attention…) et les variables indépendantes sont physiologiques (eg. : stimulation cérébrale, rythmes biologiques, biofeed-back…).
Si cette distinction montre l’indépendance de la psychophysiologie par rapport à la psychologie, il convient de définir quelles sont les variables concernées. Sur le plan psychologique, il s’agit de tous processus explicites, clairement identifiables, reposant sur une définition opératoire des phénomènes de pensée et des comportements. La psychophysiologie se limite donc de fait à des variables d’ordre comportemental, cognitif ou conatif. En termes physiologique, on s’accorde sur la valeur fonctionnelle des indices mesurés. Certains auteurs limitent l’exploration à l’organisme intact et aux techniques par capteurs externes ou de surface, excluant les entrées invasives ou lésionnelles, pour se rapprocher au mieux des processus psychologiques normaux. La majorité œuvre cependant à une science qui étudie la physiologie des fonctions psychiques par l’intermédiaire des relations corps/cerveau de l’organisme en rapport avec l’environnement, y compris au niveau des tissus, des organes, voire de cellules.
La psychophysiologie adopte deux démarches. La première, d’ordre descriptif, repose sur la mise en évidence de corrélations ou « concomitants » : variations de la résistance cutanée sous l’effet d’émotions, modifications de potentiels cérébraux dans des tâches intellectuelles, correspondance entre un état repérable du cerveau et les contenus de pensée ou du rêve, modifications sensorielles au cours d’états de conscience modifiés, phénomènes endocriniens reliés à des perturbations de l’humeur, etc. La deuxième, d’ordre explicatif, vise à proposer un schéma causal du psychologique par le physiologique. Ceci est rarement un problème simple et la psychophysiologie s’attache à minimiser le risque réductionniste en ayant recours à des tableaux psychophysiologiques d’ensemble. Ceux-ci permettent la mise en évidence de lois d’organisation, appuyée sur des catégorisations et des typologies, en donnant une place croissante aux singularités des réactions individuelles et à l’utilisation de modèles formels accessibles à la vérification et à la réfutation.
Il semble qu’existe aujourd’hui un consensus selon lequel la psychophysiologie est l’étude des relations entre des faits psychologiques et physiologiques, mesurées dans l’organisme vivant, afin de mettre en évidence des lois d’organisation et promouvoir la compréhension des relations entre les processus mentaux et les processus corporels qui les sous-tendent.